# Geschiedenis van 's-Hertogenbosch

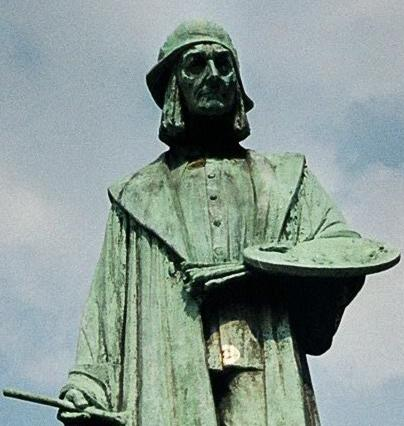
Standbeeld Jeroen Bosch

Dit artikel behandelt de geschiedenis van 's-Hertogenbosch.

## Ligging
De stad 's-Hertogenbosch ligt op een dekzandrug, welke loopt van Herpen (ten oosten van de stad Oss) naar Geertruidenberg. Deze dekzandrug stamt uit de laatste ijstijd en verhinderde ter plaatse een goede afwatering voor de Dommel en De Aa die na de laatste ijstijd uit de Centrale Slenk naar het noorden stroomden. De lagere delen van de dekzandrug werden door het aanstromend water sterk geërodeerd. Hierdoor brak ter hoogte van het huidige centrum op verschillende plekken de dekzandrug door en konden de riviertjes op de Maas afwateren. Zo ontstonden zandkopjes in het rivierenlandschap, ofwel donken. Een van deze donken betreft de Markt in 's-Hertogenbosch die nog steeds kan worden ervaren. Hieraan heeft de stad ook een deel van zijn carnavalsnaam Oeteldonk te danken.
Hoewel er bij opgravingen op de Markt weinig tot geen bewijs voor gevonden is, wordt ervan uitgegaan dat, voordat de stad ontstond, ter plaatse een (moeras)bos aanwezig was, dat als jachtgebied toebehoorde aan de graven van Leuven en later aan Hendrik I, de eerste hertog van Brabant. Hier komt de naam des Hertogen bosch (het bos van de hertog) vandaan, waarvan de huidige naam 's-Hertogenbosch een samentrekking is. Uit archeologisch onderzoek in het nabijgelegen Empel (namelijk bij de tempel van Empel) is uit pollenonderzoek evenwel gebleken dat tijdens de Romeinse tijd op de (restanten van de) dekzandrug een groot eikenbos aanwezig moet zijn geweest.

## Stichting van de stad
's-Hertogenbosch werd als stad gesticht op het grondgebied van Orthen, een oud domein van de graven van Leuven. Op de locatie was al eerder een handelsnederzetting ontstaan, hetgeen opmerkelijk is omdat de meeste plaatsen destijds bij een klooster of als agrarische nederzetting ontstonden. Spoedig na de vorming van deze nederzetting, verleende graaf Godfried III van Leuven (ook hertog van Neder-Lotharingen en vader van de eerste hertog van Brabant) het in 1184 stadsrechten. De vroegste vermelding in de documenten is uit 1196. In die tijd was het nog niet erg gebruikelijk dergelijke rechten expliciet vast te leggen en veel andere (nieuwe) steden in de Nederlanden namen het Bossche geschreven stadsrecht als voorbeeld. Het jaartal 1184 kan worden afgeleid uit het chronogram GodefrIdVs dVX e sILVa feCIt oppIdVM. waarbij de i, l, m en u/v opgeteld 1184 vormen.

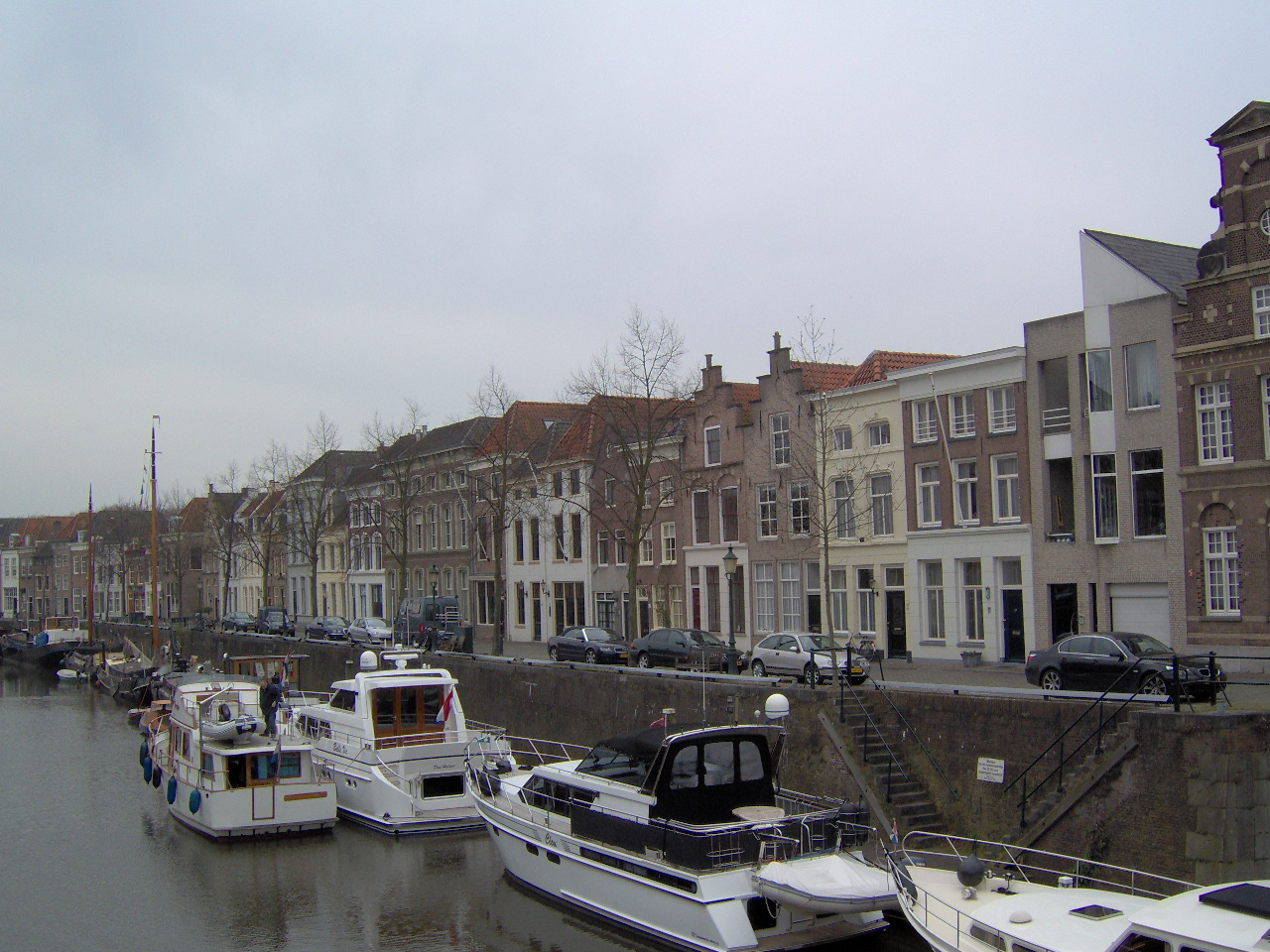
Huizen aan de Bredehaven

De stad droeg meteen het karakter van een vestingstad en dat was waarschijnlijk ook de belangrijkste reden voor de hertog om de stad vrijwel meteen stadsrechten te verlenen. 's-Hertogenbosch moest uitgroeien tot een militair steunpunt, dat van de Maas een verdedigbare noordgrens zou kunnen maken. De stad zou dan tevens een bescherming en uitvalsbasis tegen Gelre en Holland vormen. De resten van de eerste vestingmuur, die een gebied omwalde dat niet veel groter was dan de directe omgeving van de markt, zijn op verschillende plaatsen nog zichtbaar: de waterpoort waar de Dieze het stadje binnenkwam is het grootste restant. Ook van de Leuvense Poort zijn nog overblijfselen te zien. De bouw van de vestingwerken startte kort na de stichting van de stad en werd rond 1225 voltooid. Intussen werd de stad beschermd door een aarden wal met palissaden. In 1203 werd het toen nog slecht beschermde plaatsje vanuit Heusden door een gezamenlijke expeditie van Gelre en Holland platgebrand.

## Groei in omvang en belang
's-Hertogenbosch werd na Leuven, Brussel en Antwerpen de vierde hoofdstad van het Hertogdom Brabant en bestuurde de meierij, ongeveer het gebied van het oostelijke deel van de huidige provincie Noord-Brabant. De stad groeide door handel en nijverheid zo snel dat al vanaf 1318 een tweede, veel ruimere, omwalling langs nieuw gegraven lopen van de Aa en de Dommel gebouwd werd. Hiermee werd in grote lijnen het huidige centrum gemaakt. Dit ging echter niet zomaar: het hele nieuwe stadsgebied moest (op kosten van de stedelingen) worden opgehoogd om het te beschermen tegen overstromingen. Pas na zo'n vijftig jaar was de nieuwe ommuring gereed, en was de stad gegroeid van negen naar ruim honderd hectare. Later werden nog twee kleine gebieden aan de stad toegevoegd: de uitleg van de Vughterdijk (acht hectare) aan het einde van de 14e eeuw en die aan het Hinthamereinde (4,5 hectare) rond 1540.
In 1419 en 1463 vonden in 's-Hertogenbosch grote stadsbranden plaats.

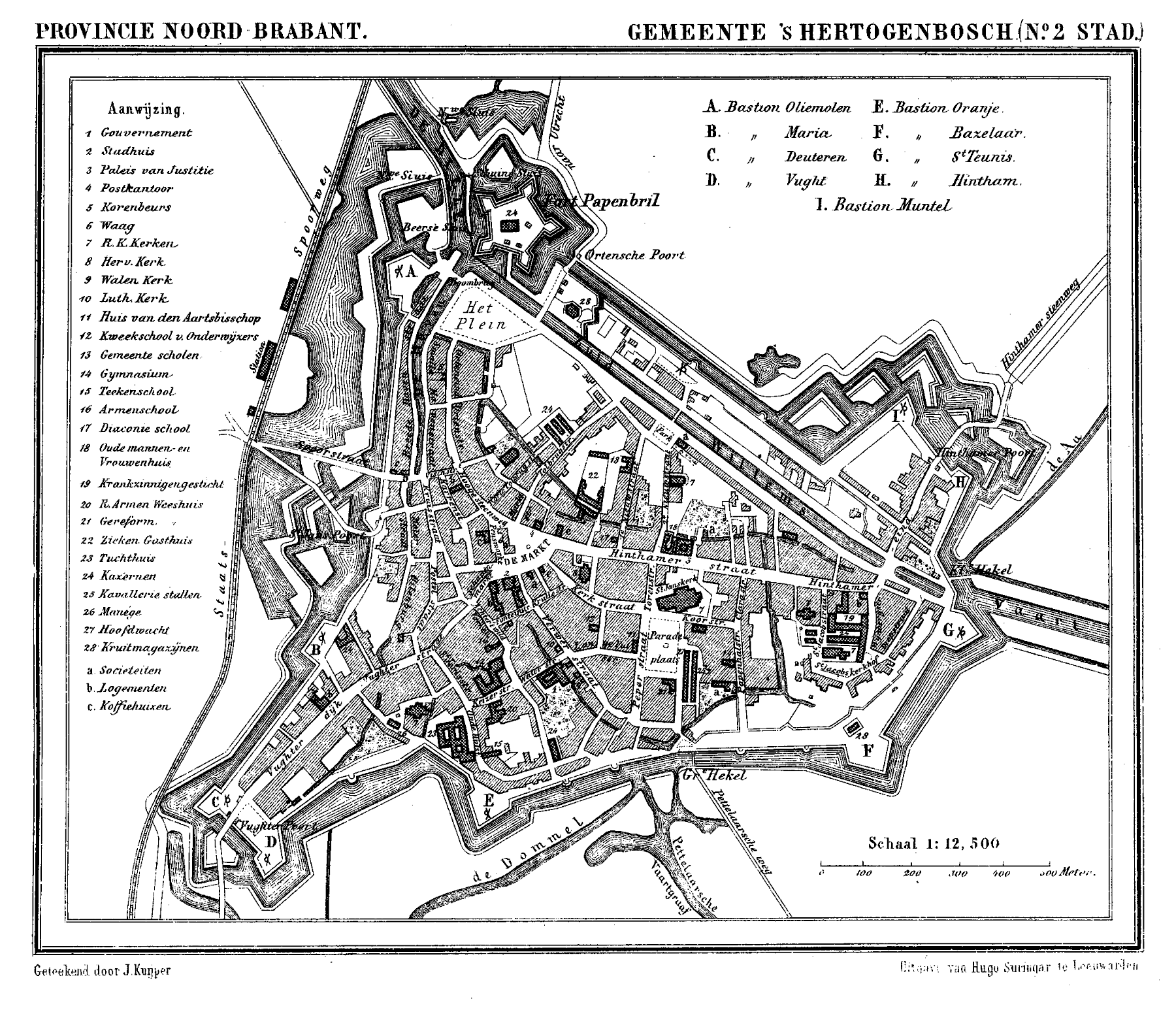
's-Hertogenbosch in 1866

's-Hertogenbosch was na het voltooien van de tweede omwalling, eind 15e eeuw, de grootste stad in inwoneraantal op het grondgebied van het huidige Nederland. Allerlei natuurlijke stroompjes van de Dieze — zoals de Dommelstroom ter hoogte van 's-Hertogenbosch toen genoemd werd — die, daar de weg op de rivierduintjes lag, achter de huizen liepen, kwamen zo voorgoed binnen de zich opvullende stad. Deze "Binnendieze" raakte op den duur gedeeltelijk overkluisd doordat er huizen en andere gebouwen over de Dieze heen werden gebouwd. Binnen de stadsmuren ontstond met de bevolkingsgroei namelijk een nijpend ruimtetekort doordat uitbreiden van de stad erg moeilijk was, in verband met de lage ligging van het omliggende gebied. Het resultaat was een uniek stelsel van ondergrondse waterstromen, dat in 1970 ternauwernood aan een bijna volledige demping ontsnapte.

## Van Brabants hertogdom naar Nederlandse republiek
De stad vormde eeuwenlang een belangrijk steunpunt voor de hertogen van Brabant in hun strijd tegen Gelre. De Gelderse veldheer Maarten van Rossum heeft in 1542-43 omstreken van 's-Hertogenbosch geteisterd met zijn strooptochten. In die tijd kende de stad een bloeiend economisch en cultureel leven. Beroemde mannen als de schilder Jeroen Bosch en de toneelschrijver Macropedius leefden en werkten toen in de stad. En in 1529 werd de Sint-Janskerk voltooid.
Ondanks de bloei was er ook protest. In 1525 vond de creetersopstand (creeter betekent in deze context iemand die kreten uitstoot, een roepende) plaats, waarbij verschillende mensen luidkeels protesteerden tegen het stadsbestuur en haar beleid.

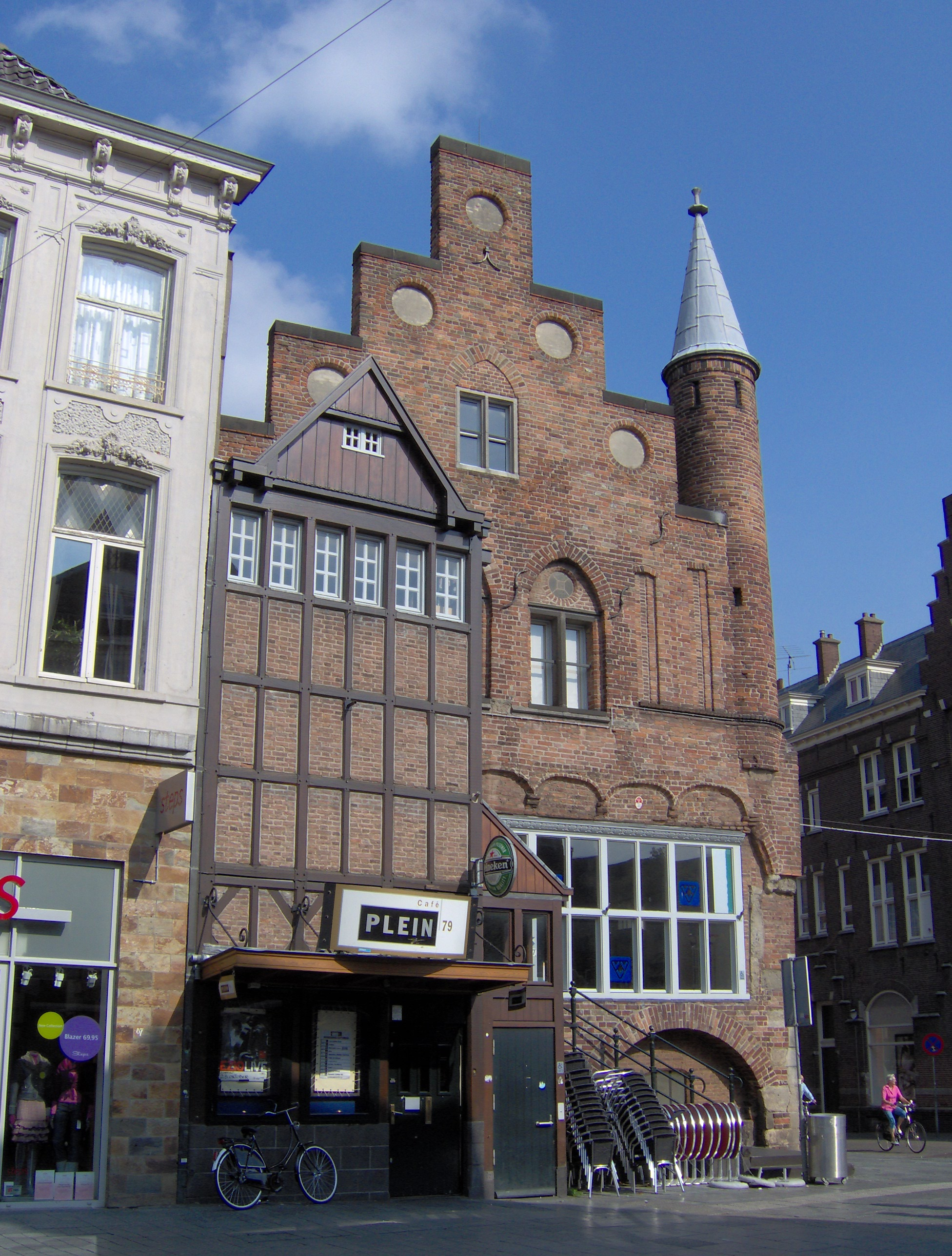
De Moriaan

Aan de vooravond van de Tachtigjarige Oorlog werd de stad op 21 februari 1567 bezet door kapitein Anton van Bombergen, die onder het bevel stond van Brederode. Anderhalve maand lang voerde hij een calvinistisch bestuur in 's-Hertogenbosch, dat daarmee een bolwerk van de opstandelingen dreigde te worden, maar nadat de geuzen een verpletterende nederlaag hadden geleden bij Oosterweel en Valencijn zich overgaf aan de regeringstroepen, verliet Bombergen de stad op 11 april weer. 's-Hertogenbosch kende de jaren daarna spanningen tussen de geloofsgemeenschappen.
Begin 1579 werd de Unie van Utrecht gesloten tussen gewesten en steden die een nauwere samenwerking zochten binnen de gematigde en zwakke Unie van Brussel; tegelijkertijd begon de Spaanse veldheer Alexander Farnese (prins van Parma) aan een herovering van de Zuidelijke Nederlanden. De Bosschenaren moesten nu kiezen voor harde opstandigheid of terugkeer onder het koninklijk gezag. Op 1 juli 1579 deden de calvinisten een poging met geweld over te nemen, wat mislukte na een hevig gevecht tussen protestanten en katholieken op de Markt van 's-Hertogenbosch, bekend als het Schermersoproer; de katholieken wonnen en kozen voor trouw aan de Habsburgse koning. In december dat jaar sloegen duizenden protestanten in paniek op de vlucht, nadat duidelijk was geworden dat het stadsbestuur niet overging tot de erkenning van de Unie van Utrecht en de prins van Parma om bescherming vroeg. De Staatsen waren echter van zins 's-Hertogenbosch toch te veroveren, omdat het een belangrijke strategische vesting was; tussen 1585 en 1622 werd de stad maar liefst zesmaal aangevallen (in 1585, 1591, 1594, 1601, 1603 en 1622), vooral uitgevoerd door de legeraanvoerder van de Republiek, Prins Maurits van Oranje, doch alles zonder succes.
Toen in het Heilige Roomse Rijk de verwoestende Dertigjarige Oorlog was uitgebroken, die in tijd samenviel met de laatste dertig jaar van de Tachtigjarige Oorlog, poogden de Habsburgers de opstandige Republiek te breken door haar te isoleren van haar achterland. 's-Hertogenbosch werd de spil van een ijzeren ring van vestingen. Reusachtige bedragen werden geïnvesteerd in nieuwe vestingwerken, waarvan de hoofdwallen nog grotendeels bewaard zijn gebleven. Met geld van de buitgemaakte zilvervloot deed de broer van Prins Maurits, Prins Frederik Hendrik van Oranje, echter in 1629 een groots opgezette tegenaanval, het Beleg van 's-Hertogenbosch.

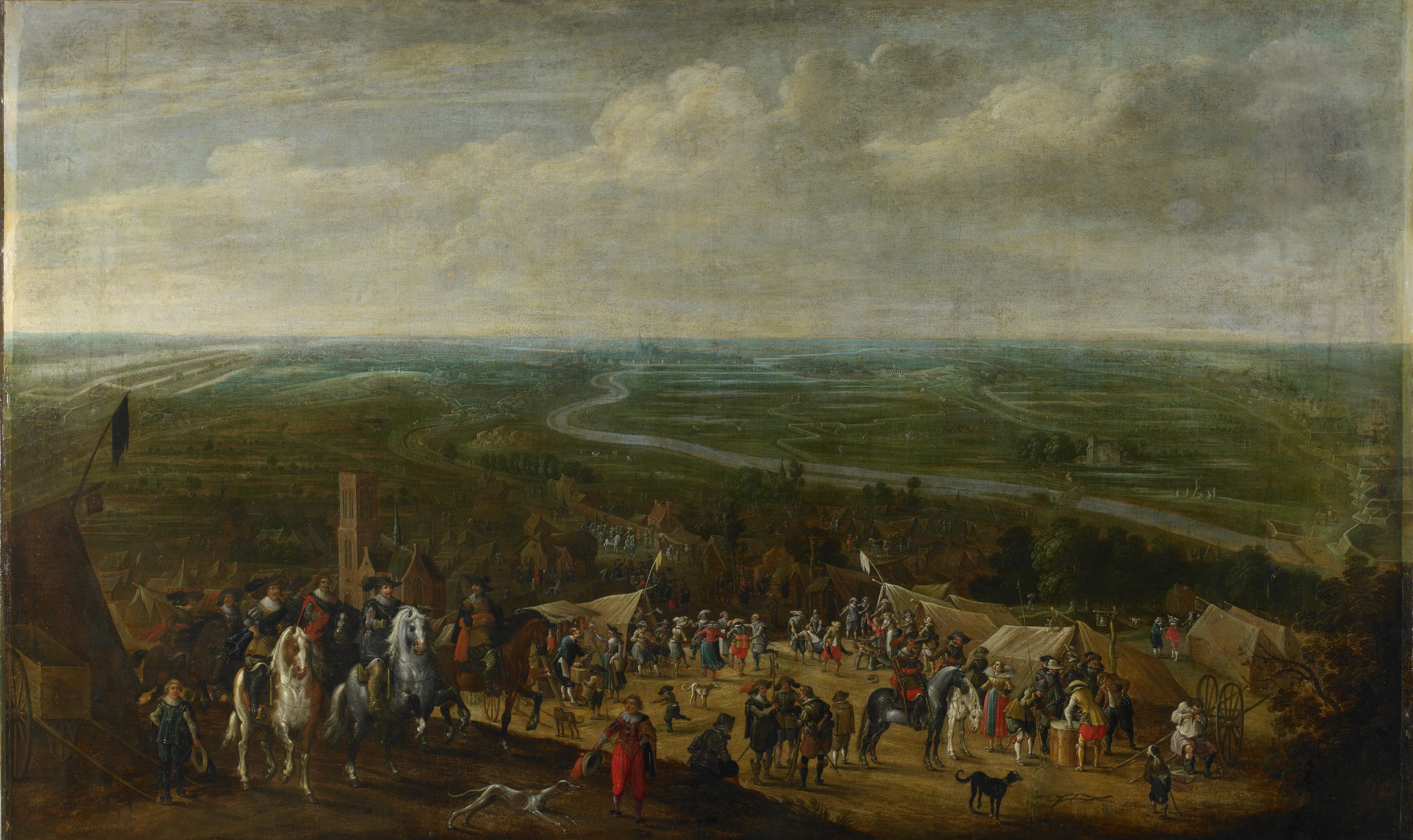
Het beleg van 1629

Met ruim 30.000 man sloeg hij beleg om de stad. Eerst maakten de inwoners zich weinig zorgen: de "Moerasdraak" gold immers als onneembaar voor de toenmalige belegeringsmethoden, want de drassige grond leek ondermijning uit te sluiten. Frederik Hendrik volbracht echter het schijnbaar onmogelijke. Met een tweede leger van duizenden in Holland, Utrecht en Gelderland gerekruteerde landwerkers verlegde hij de lopen van zowel de Aa als de Dommel tot ver rond de stad en wierp langs de veertig kilometer lange nieuwe beddingen een verschanste dubbele ringdijk op. Daarna begon hij de zo ontstane polder met honderden paardenmolens droog te leggen. De Bosschenaren zagen voor hun verbijsterde ogen het water zich terugtrekken en de loopgraven van de Staatse vijand oprukken. Na ruim drie maanden beleg zag de stad zich gedwongen te capituleren. Door deze onverwachte nederlaag was de Habsburgse strategie volledig mislukt.
Tot 1794 raakte de stad aldus in de Staatse bezettingszone van Brabant, als onderworpen "Generaliteitsland". Als dwangburcht tegen de katholieke inwoners, die nu van de vrije uitoefening van hun godsdienst beroofd werden, werd een enorme citadel aan de noordzijde van de stad opgeworpen. Dit fort "Papenbril" kreeg een vrij schootsveld richting burgerij door de kaalslag van aanliggende stadsgedeelten. Aanvankelijk was in de opdracht van de bouw van deze dwangburcht gepland dat deze op de markt in het midden van het oude centrum moest komen. De uitvoerder, Frederik Hendrik, was echter wat milder gestemd en bedacht dat het praktischer was om de burcht een onderdeel van de vestingwerken te laten zijn.
Frederik Hendrik had overwogen om de bewoners van de veroverde stad godsdienstvrijheid te geven. Streng calvinistische kringen in de Republiek staken echter daarvoor een stokje. Dat heeft Frederik Hendrik nog aardig opgebroken toen hij een paar jaar later probeerde Brabant en Vlaanderen op de Spanjaarden te heroveren; de verhoopte volksopstand van de Zuidelijke Nederlanders bleef uit, want hun wantrouwen tegen hun protestantse "Noordelijke broeders" was door het lot van de Bosschenaren alleen maar verdiept.

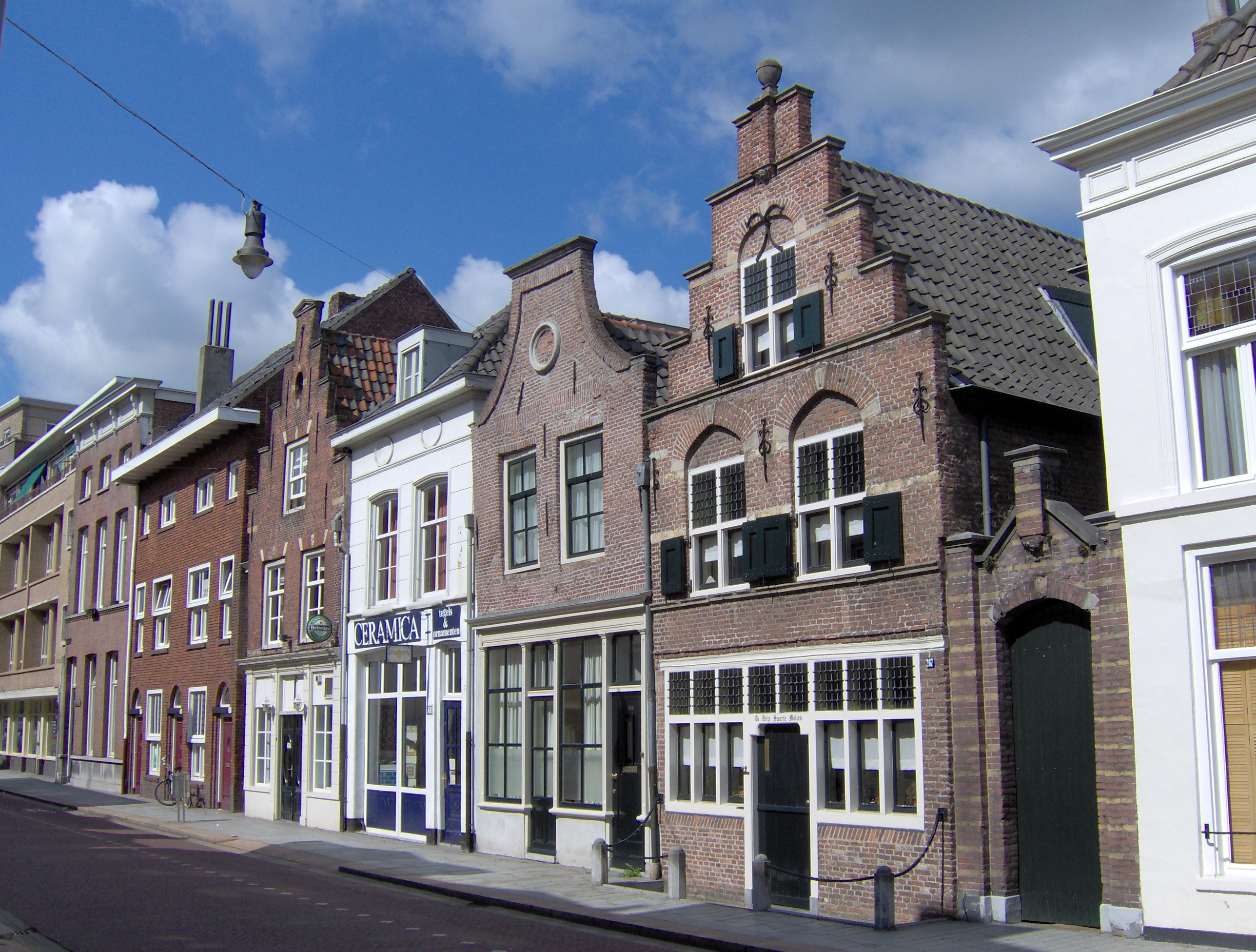
Huizen aan de Vughterstraat

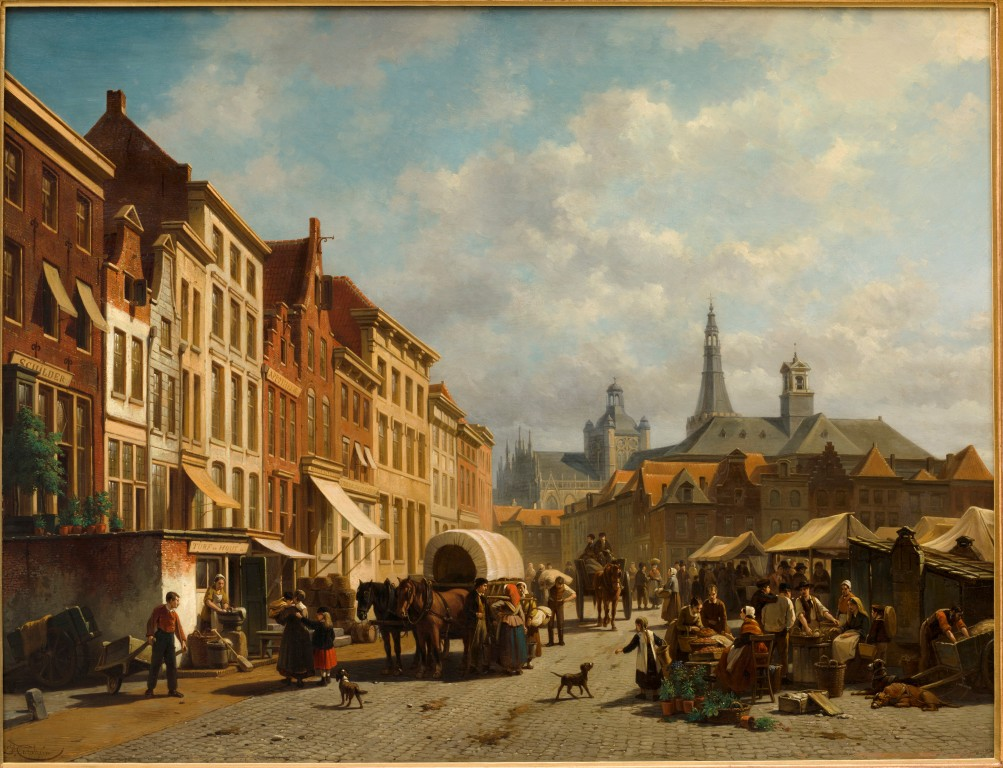
De Markt in de 19e eeuw (schilderij Jacques Carabain)

Sinds 1629 hadden de stadhouders uitzonderlijk veel invloed in de garnizoensstad. Zij hadden het recht in 's-Hertogenbosch een gouverneur te benoemen. In 1784 vertrok de gehate hertog van Brunswijk die die post meer dan dertig jaar had bezet. De vroedschap bestond sinds 1629 uit Calvinisten. Eerst in de patriottentijd gaf dat aanleiding tot verzet.

## Revolutietijden

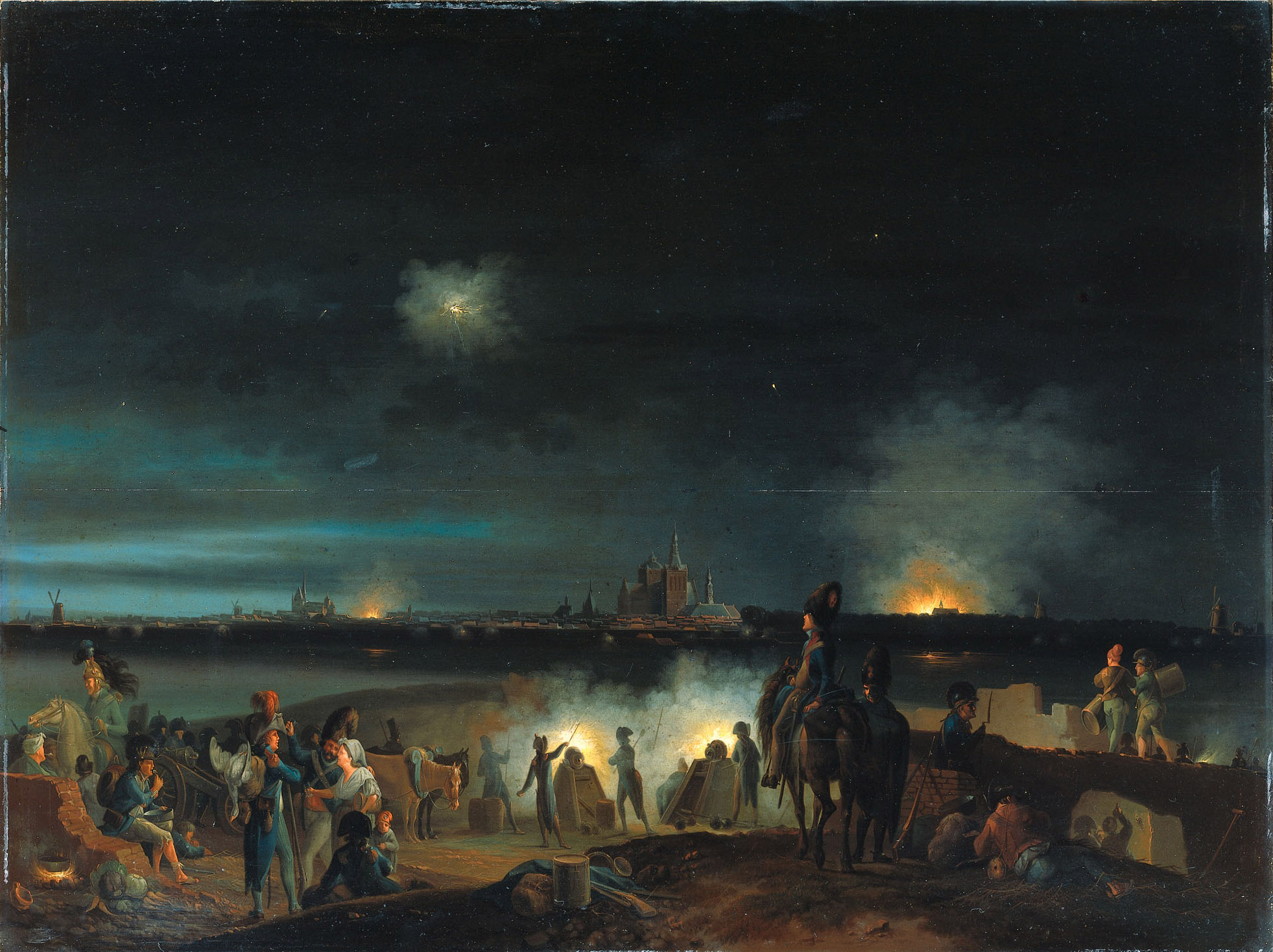
Beschietingen door de Fransen tijdens het Beleg van 's-Hertogenbosch in 1794

Na 165 jaar - overigens betrekkelijk milde – onderdrukking (men had geen godsdienstvrijheid, echte stedelijke autonomie of enige formele invloed op het landsbestuur, maar wel hogere belastingen) werd de stad door de revolutionaire Franse legers in 1794 zonder veel moeite veroverd. De meeste bewoners ervoeren dit meer als bevrijding: de met Franse steun tot stand gekomen Bataafse Republiek nam voor het eerst Brabanders en katholieken als volwaardige medeburgers op. In 1810 voegde Napoleon Bonaparte alle gebieden ten zuiden van de Waal bij het Franse Keizerrijk als begin van een totale annexatie van het koninkrijk Holland; 's-Hertogenbosch werd de hoofdstad van het departement Monden van de Rijn (Bouches-du-Rhin). In 1813 verjoegen de Pruisen de Fransen weer. 's-Hertogenbosch werd binnen het Verenigd Koninkrijk der Nederlanden de hoofdstad van de provincie Noord-Brabant. Zij sloot zich niet aan bij de Belgische Opstand van 1830.

## Na 1830
Gedurende lange tijd behield de stad een sterk behoudend karakter. Als uitvalsbasis voor het Zuidelijke Veldleger was het haar tot 1877 verboden buiten de wallen uit te breiden. Wel werd in de naaste omgeving het toch al grote aantal forten en veldwerken nog eens fors vermeerderd. Toen er eindelijk met de stadsuitbreiding begonnen mocht worden, gebeurde dat heel aarzelend. De binnenstad raakte zo overbevolkt en verpauperd. De Binnendieze werd een stinkend riool. In 1900 had de stad de hoogste kindersterfte van het land. Door de terughoudende opstelling van het stadsbestuur gingen zowel de vestiging van Philips als van de eerste katholieke universiteit en Kweekschool aan haar neus voorbij.

## Tweede Wereldoorlog
Den Bosch heeft flink geleden onder WO-II. Het gehele station werd vernield plus diverse gebouwen in de binnenstad door bombardementen en o.m. een neerstortend Brits jachtvliegtuig. De stad telde al snel na de bezetting enkele belangrijke afdelingen van de naziterreur, zoals de Sicherheitspolizei, de Sicherheitsdienst en de Gestapo. Dat had ook te maken met de vestiging van een gijzelaarskamp in St. Michielgestel en een SS-concentratiekamp in Vught, door de nazi's 'KZ Herzogenbusch' genaamd. Er was ook een nazihospitaal gevestigd, een 'Kriegslazarett'. Van de Joodse gemeenschap van ongeveer 600 mensen werden er 293 omgebracht door de nazi's. De oude synagoge is nu een concertzaal, maar draagt aan de buitenzijde drie plaquettes met erop de namen van alle doden.

### Verzet
Het verzet kwam wat trager op gang dan in het westen, maar uiteindelijk kreeg Den Bosch ook een afdeling van de LO (Landelijke Organisatie voor Hulp aan Onderduikers) en van de OD (ordedienst, de uit militaire kringen ontstane verzetsbeweging).
In Den Bosch was verder een grote afdeling van het RK Werkliedenverbond. Nadat de nazi's in 1941 besloten dat zij alle vakbonden zouden gelijkschakelen, zegden op bevel van de aartsbisschop vrijwel leden binnen twee dagen hun lidmaatschap op.
In november 1943 pleegde het verzet met hulp van binnenuit een overval op de marechausseekazerne en de twee overvallers maakten daarbij 93 vuurwapens en duizenden stuks munitie buit. Op 8 augustus 1944 pleegde het verzet midden in de binnenstad een moordaanslag op een gehate agent, de 23-jarige Piet van Bussel, waarna de nazi's wraak namen. Een van de slachtoffer was op een Bossche priester, kapelaan Koopmans.
Het katholieke verzet volgde de lijn van de aartsbisschop De Jong, die het bedienen van de sacramenten aan NSB'ers verbood en zowel de dwangarbeid als Jodenvervolging scherp en publiekelijk veroordeelde. Deze lijn werd echter niet door de eigen bisschop sterk aangemoedigd. Jodenhulp kwam o.m. van individuele geestelijken, zoals kapelaan Koopmans, die daarvoor op 9 augustus 1944 voor zijn eigen kerk door de nazi's doodgeschoten werd. Het plein is na de oorlog naar hem vernoemd.
In totaal 39 Bosschenaren ontvingen een onderscheiding van de staat Israël voor het redden van Joden (Yad Vashem), wat relatief weinig is maar welk cijfer sterk beïnvloed werd door de vooroorlogse overbevolking en verkrotting van de stad.

### Bevrijding

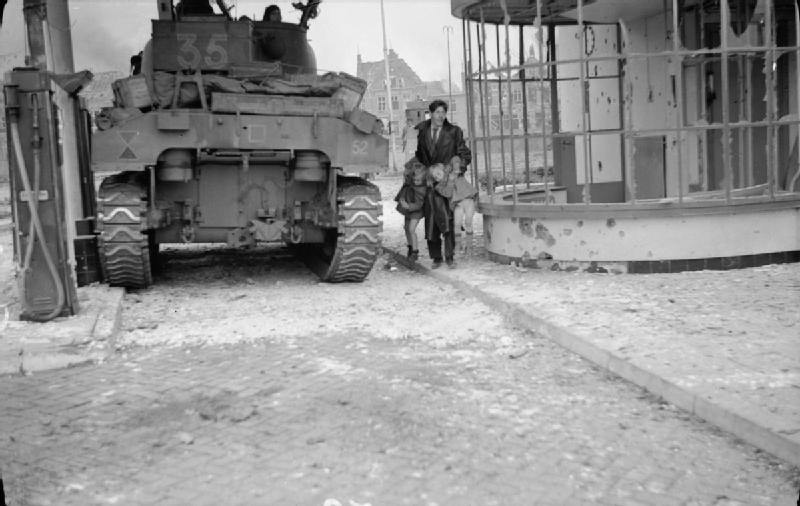
Een Bosschenaar tilt zijn kinderen op bij het passeren van een Britse Shermantank

Door de geallieerde bevrijding van Brussel en Antwerpen leek de vrijheid ook richting Den Bosch te komen en op Dolle Dinsdag verlieten veel Duitsers de stad, maar een dag later arriveerden er verse troepen. Tijdens Operatie Market Garden vernietigden de Duitsers de spoorbrug en het station. Om gebruik te kunnen maken van de haven van Antwerpen diende de rivier de Maas veroverd te worden en daarom besloot generaal Dwight D. Eisenhower om Operatie Alan af te kondigen om Den Bosch en de Maas te bevrijden. Op 22 oktober arriveerde het Britse 2de Leger bij de stad. De gevechten zouden aanhouden tot 27 oktober en op die dag werden de laatste Duitsers uit de stad verdreven. Bij de gevechten waren 118 Bosschenaren omgekomen.

## Na 1950
Na 1950 drong het besef van onaanvaardbare verkrotting pijnlijk door en probeerde men de gemiste kans om een van de grootste agglomeraties van het land te worden alsnog goed te maken. Een enorm bouw- en sloopprogramma werd op poten gezet. Dienstverlening werd echter belangrijker dan industrie en de moderne mens prefereerde authentieke stadsgezichten boven kantoorkolossen. Behoudende en progressieve krachten sloegen de handen ineen en voorkwamen op het nippertje de vernietiging van de historische binnenstad. Zo werd onder andere De Moriaan behouden en hersteld.